# Élections législatives tchèques de 2010
Les élections législatives tchèques de 2010 (en tchèque : Volby do Poslanecké sněmovny Parlamentu České republiky 2010) se tiennent les vendredi 28 et samedi 29 mai 2010, afin d'élire les 200 députés de la 6e législature de la Chambre des députés pour un mandat de quatre ans.
Le scrutin est organisé un an après le renversement du libéral-conservateur Mirek Topolánek au profit d'un gouvernement de technocrates soutenu par les deux grands partis. Les résultants montrent l'effondrement du Parti social-démocrate et du Parti démocratique civique, qui restent les deux principales forces politiques tchèques. Les partis de centre droit et de droite ayant remporté une forte majorité absolue, le libéral-conservateur Petr Nečas devient président du gouvernement un mois après les élections.

## Contexte

### Formation gouvernementale compliquée
Lors des élections législatives de 2006, le Parti démocratique civique (ODS) de Mirek Topolánek s'impose avec une majorité relative de 81 députés sur 200, contre 74 au Parti social-démocrate tchèque (ČSSD) du président du gouvernement Jiří Paroubek. L'accession de Topolánek au pouvoir est cependant compliquée par les résultats de ses alliés potentiels, puisque l'Union chrétienne démocrate - Parti populaire tchécoslovaque (KDU-ČSL) et le Parti vert (SZ) cumulent 19 sièges, ce qui donnerait à leur éventuelle alliance 100 élus sur 200, soit une voix de moins que la majorité absolue.
Chargé le 5 juin de constituer le nouveau gouvernement tchèque par le président de la République Václav Klaus, Mirek Topolánek annonce la mise en place d'un gouvernement minoritaire composé de membres de l'ODS et d'indépendants trois mois plus tard, mais il échoue le 3 octobre à remporter le vote de confiance à la Chambre des députés.
Après s'être opposé à la formation d'une grande coalition ou au soutien sans participation du ČSSD, le chef de file de l'ODS forme le 9 janvier 2007 un second exécutif de coalition avec l'Union chrétienne démocrate et les Verts, qui reste toujours confronté à l'absence de majorité absolue en sa faveur. Il remporte finalement le vote de confiance le 22 janvier, 233 jours après les élections législatives, grâce à l'absence au moment du vote de deux députés sociaux-démocrates dissidents.

### Motion de censure de 2009
Le 24 mars 2009, la Chambre des députés vote une motion de censure par 101 voix favorables, soit le minimum constitutionnel requis ; ne disposant plus que de 96 voix acquises contre 97 à l'opposition, Mirek Topolánek a été notamment lâché par quatre députés élus sous les couleurs des partis de sa coalition. Après un accord entre les principaux partis, le directeur de l'Office des statistiques Jan Fischer est nommé président du gouvernement le 9 avril avec pour mission de former un gouvernement de technocrates jusqu'à la tenue d'élections anticipées.
Le gouvernement Fischer est assermenté au château de Prague par le président de la République le 8 mai, avec pour principal objectif de conclure la présidence tchèque du Conseil de l'Union européenne. Bénéficiant du soutien du Parti démocratique civique, du Parti social-démocrate et du Parti vert, l'exécutif remporte la confiance de la Chambre des députés le 7 juin par 156 voix favorables sur 194 élus présents.
Après que les députés ont adopté une loi prévoyant l'anticipation des élections législatives aux 9 et 10 octobre 2009, la Cour constitutionnelle l'annule le 11 septembre, entraînant de facto le report du scrutin d'au moins un mois, le temps que soit voté un amendement constitutionnel. Cette décision pousse le Parti social-démocrate à revenir sur son soutien à une dissolution précoce de la Chambre, forçant la conclusion de la législature à son terme naturel.

## Mode de scrutin
La Chambre des députés (en tchèque : Poslanecká sněmovna) est la chambre basse du Parlement tchèque.
Elle se compose de 200 députés élus pour un mandat de quatre ans au scrutin proportionnel d'Hondt avec vote préférentiel dans 14 circonscriptions électorales qui correspondent aux 13 régions et à Prague.
Un seuil électoral est fixé à l'échelon national : 5 % des suffrages exprimés pour un parti, 10 % pour les coalitions de deux partis, 15 % pour les coalitions de trois partis et 20 % pour les coalitions de quatre partis et plus.
Lors du vote, en plus de celui pour la liste de parti de leur choix, les électeurs peuvent aussi indiquer leur préférence pour un maximum de quatre des candidats inscrits sur la liste. Les candidats recueillant plus de 5 % des suffrages préférentiels à l'échelon régional sont placés en haut de la liste de leur parti. Lorsque plusieurs candidats recueillent plus de 5 % des votes préférentiels, ils sont classés par ordre du nombre total de votes préférentiels qu'ils ont recueillis.
Le vote n'est pas obligatoire.

## Campagne

### Principales forces politiques
| Nom | Nom | Idéologie                                                         | Chef de file        | Résultat en 2006           |
| --- | --- | ----------------------------------------------------------------- | ------------------- | -------------------------- |
|     | Parti démocratique civique Občanská demokratická strana                                                                   | Centre droit Libéral-conservatisme, euroscepticisme               | Petr Nečas          | 35,4 % des voix 81 députés |
|     | Parti social-démocrate tchèque Česká strana sociálně demokratická                                                         | Centre gauche Social-démocratie, keynésianisme                    | Jiří Paroubek       | 32,2 % des voix 74 députés |
|     | Parti communiste de Bohême et Moravie Komunistická strana Čech a Moravy                                                   | Gauche à extrême gauche Communisme, marxisme, euroscepticisme     | Vojtěch Filip (cs)  | 12,8 % des voix 26 députés |
|     | Union chrétienne démocrate - Parti populaire tchécoslovaque Křesťanská a demokratická unie - Československá strana lidová | Centre à centre droit Démocratie chrétienne, conservatisme        | Cyril Svoboda       | 7,2 % des voix 13 députés  |
|     | Parti vert Strana zelených                                                                                                | Centre Écologie politique                                         | Ondřej Liška        | 6,3 % des voix 6 députés   |
|     | TOP 09 | Centre droit Libéral-conservatisme, démocratie chrétienne         | Karel Schwarzenberg | Pas créé                   |
|     | Affaires publiques Věci veřejné                                                                                           | Centre droit Libéral-conservatisme, démocratie directe, populisme | Radek John          | Pas créé                   |
|     | Parti des droits civiques Strana Práv Občanů                                                                              | Centre gauche Social-démocratie, populisme de gauche              | Miloš Zeman         | Pas créé                   |

## Résultats

### Voix et sièges
|                           |                                                                       |           |       |               |        |               |
| Partis                    | Partis                                                                | Voix      | %     | +/-           | Sièges | +/-           |
|                           | Parti social-démocrate tchèque (ČSSD)                                 | 1 155 267 | 22,09 | 10,23         | 56     | 18            |
|                           | Parti démocratique civique (ODS)                                      | 1 057 792 | 20,22 | 15,16         | 53     | 28            |
|                           | TOP 09                                                                | 873 833   | 16,71 | Nv.           | 41     | 41            |
|                           | Parti communiste de Bohême et Moravie (KSČM)                          | 589 765   | 11,27 | 1,54          | 26     | en stagnation |
|                           | Affaires publiques (VV)                                               | 569 127   | 10,88 | Nv.           | 24     | 24            |
|                           | Union chrétienne démocrate - Parti populaire tchécoslovaque (KDU-ČSL) | 229 717   | 4,39  | 2,84          | 0      | 13            |
|                           | Parti des droits civiques (SPO)                                       | 226 527   | 4,33  | Nv.           | 0      | en stagnation |
|                           | Souveraineté (cs) (Suverenita)                                        | 192 145   | 3,67  | 3,21          | 0      | en stagnation |
|                           | Parti vert (SZ)                                                       | 127 831   | 2,44  | 3,85          | 0      | 6             |
|                           | Parti ouvrier de la justice sociale (DSSS)                            | 59 888    | 1,14  | Nv.           | 0      | en stagnation |
|                           | Parti pirate tchèque (ČSP)                                            | 42 323    | 0,81  | Nv.           | 0      | en stagnation |
|                           | Parti des citoyens libres (Svobodní)                                  | 38 894    | 0,74  | Nv.           | 0      | en stagnation |
|                           | Bloc de droite (cs) (PB)                                              | 24 750    | 0,47  | 0,09          | 0      | en stagnation |
|                           | Citoyens.cz (Obcane)                                                  | 13 397    | 0,26  | Nv.           | 0      | en stagnation |
|                           | Moravané (M)                                                          | 11 914    | 0,23  | en stagnation | 0      | en stagnation |
|                           | Autres partis                                                         | 17 689    | 0,34  | –             | 0      | –             |
|                           |                                                                       |           |       |               |        |               |
| Suffrages exprimés        | Suffrages exprimés                                                    | 5 230 859 | 99,37 |               |        |               |
| Votes blancs et invalides | Votes blancs et invalides                                             | 32 963    | 0,63  |               |        |               |
| Total                     | Total                                                                 | 5 263 822 | 100   | –             | 200    | en stagnation |
| Abstentions               | Abstentions                                                           | 3 152 070 | 37,45 |               |        |               |
| Inscrits/Participation    | Inscrits/Participation                                                | 8 415 892 | 62,55 |               |        |               |

## Analyse et conséquences

### Analyse

Parti vainqueur par district.

Le résultat du scrutin marque un vote sanction contre le Parti social-démocrate tchèque (ČSSD) et le Parti démocratique civique (ODS), qui alternent au pouvoir depuis 20 ans, les électeurs ayant totalement redessiné le paysage politique tchèque,.
Bien qu'il soit en tête, le Parti social-démocrate recueille moins de 23 % des suffrages, ce que l'ancien président du gouvernement Vladimír Špidla qualifie de « mauvais résultat ». Le scrutin voit en effet la percée de deux nouveaux partis, TOP 09 et Affaires publiques (VV), dont les excellents chiffres reposent essentiellement sur la popularité de leurs chefs de file respectifs, l'aristocrate Karel Schwarzenberg et l'ancien journaliste Radek John, VV n'ayant même pas de programme électoral précis.
Les scores définitifs empêchent ainsi le retour au pouvoir du ČSSD dans le cadre d'une éventuelle coalition avec le Parti communiste de Bohême et Moravie (KSČM) — dernier parti communiste non-réformé en Europe centrale et orientale — que le chef de file social-démocrate Jiří Paroubek aurait pu envisager, puisque dans leur ensemble les trois partis de centre droit totalisent une majorité absolue de 118 sièges sur 200.

### Conséquences
Le 4 juin 2010, le président par intérim de l'ODS Petr Nečas est chargé par le président de la République Václav Klaus de former le prochain gouvernement. Il est formellement nommé président du gouvernement le 27 juin suivant.
Environ deux semaines plus tard, le 13 juillet, le chef de l'exécutif présente son gouvernement, constitué d'une coalition entre le Parti démocratique civique, TOP 09 et Affaires publiques. Cette équipe de 15 ministres remporte le 10 août le vote de confiance à la Chambre des députés par 118 voix favorables.